# International Power
Die International Power plc ist eine internationale Stromerzeugungsgesellschaft entstanden aus der Aufspaltung von National Power im Jahr 2001. Damals wurde das nationale britische Geschäft der Firma ausgegliedert und zunächst in Innogy, ab  2. August 2004 in RWE npower umbenannt. Die ausländischen Aktivitäten wurden in International Power umfirmiert.
International Power war an der London Stock Exchange und der New York Stock Exchange (als ADRs), seit 2. Oktober 2000 gelistet. Das Ticker-Symbol an beiden Börsen war IPR, ISIN GB0006320161. Nach einem zweieinhalbjährigen Ausschluss wurden die Aktien im März 2005 wieder in den FTSE 100 Index aufgenommen.
Die Gesellschaft ist eine der führenden unabhängigen Stromerzeuger weltweit mit einer installierten Nettoleistung von über 16.642 MW. International Power betreibt und plant Kraftwerke in folgenden Ländern: Australien, Vereinigte Staaten, Vereinigtes Königreich, Tschechien, Italien, Portugal, Spanien, Türkei, Bahrain, Oman, Katar, Saudi-Arabien, Vereinigte Arabische Emirate, Indonesien, Malaysia, Pakistan, Puerto Rico und Thailand.
International Power hat seinen Hauptsitz im Senator House, 85 Queen Victoria Street in London.
International Power wurde am 10. August 2010 für über 6 Mrd. Euro von GDF Suez übernommen.